# Metrocentro de Sevilla
El Metrocentro de Sevilla, conocido popularmente como Tranvía de Sevilla, es un sistema tranviario de transporte público que recorre el centro de la ciudad andaluza de Sevilla (España). Fue inaugurado el 28 de octubre de 2007. Su trazado une la avenida Luis de Morales, en el distrito Nervión, con Plaza Nueva, situada en el casco histórico. El sistema consta de una línea única, identificada como T1, propiedad del Ayuntamiento de Sevilla y operada por la empresa municipal de transportes TUSSAM. 
El objetivo del Metrocentro es ejercer las funciones de lanzadera entre el centro de la ciudad y los principales medios de transporte público colectivo: los autobuses urbanos y metropolitanos, los trenes de cercanías y el Metro de Sevilla. En 2024 transportó a más de 3,5 millones de viajeros.

## Historia

### Antecedentes

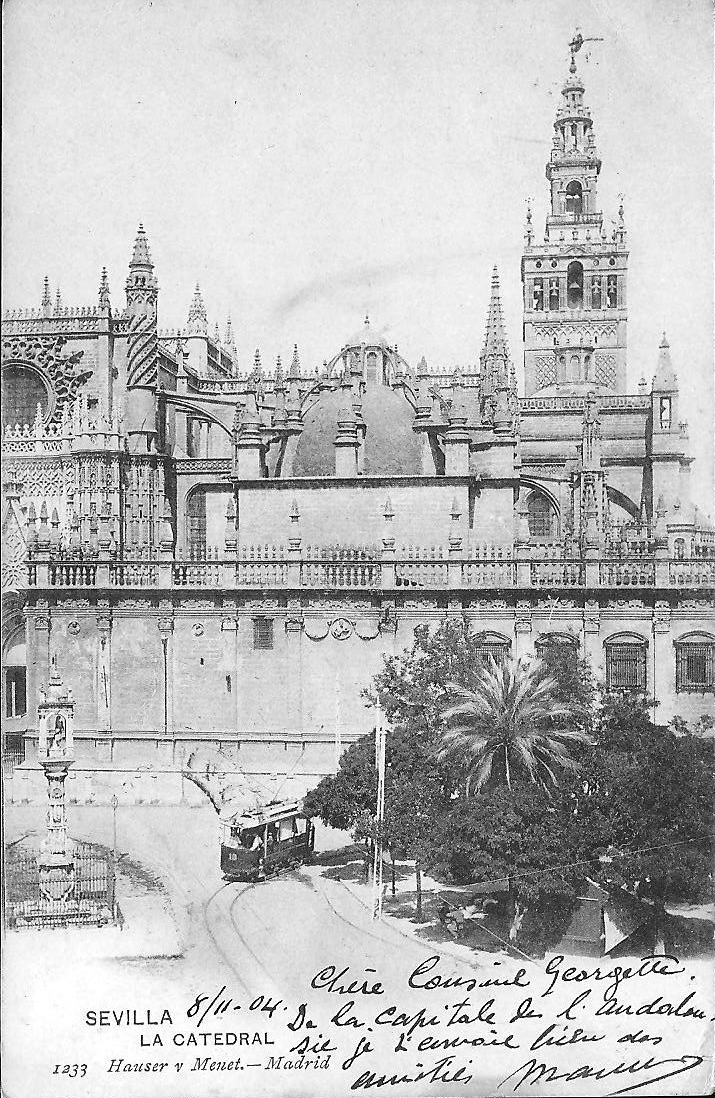
Tranvía de Sevilla junto a la catedral, en 1904

En 1887 Sevilla disponía de una gran red de tranvías, primero de tracción animal, y desde 1897 de tracción eléctrica que fue reemplazada por las actuales líneas de autobuses en la década de 1960 debido a una crisis de la concesionaria y a la inseguridad vial que trajo el popular medio de transporte, ya que era frecuente que estuviese involucrado en problemas de tráfico y accidentes.
El proyecto del tranvía actual tiene origen entre los años 2004 y 2006, en los cuales el Ayuntamiento de Sevilla se mostró proclive a peatonalizar el centro y casco antiguo de la capital con el fin de reducir la alta contaminación, aumentar los espacios peatonales y potenciar la movilidad sostenible en la zona. Por aquel entonces, vías como la avenida de la Constitución eran una de las principales arterias para el tráfico rodado de la ciudad. En un primer momento, estos planes tuvieron una importante oposición por parte de conductores, algunos comerciantes y taxistas.
Los cambios, que también suponían la eliminación de autobuses y taxis, obligaban a buscar un medio de transporte que pudiese circular por vías peatonales y que al mismo tiempo fuese completamente eléctrico. En 2006, el Plan de Movilidad municipal del ayuntamiento ya mostraba la intención de crear una línea de tranvía que recorrería los 2 km que discurrían entre plaza Nueva y San Bernardo.

### Construcción
El coste de las obras del Metrocentro supuso una inversión de 60,5 millones de euros. El Ayuntamiento de Sevilla aportó 19,6 millones, mientras que los 40,9 millones restantes fueron financiados por la Junta de Andalucía.
Aunque en el proyecto inicial estaba previsto que el futuro tranvía contase con tramos en los que circularía sin hilo de contacto, la primera fase de construcción dio lugar a un sistema ferroviario con catenaria a lo largo de todo el recorrido. La instalación de catenarias y postes en zonas históricas de la ciudad impulsaron quejas por parte de los vecinos debido al alto impacto estético que provocaban los cables en entornos históricos como la Catedral.
En la primera fase de construcción, el recorrido del Metrocentro sólo transcurría entre Prado de San Sebastián y plaza Nueva, dejándose para más adelante la ampliación hasta la estación de San Bernardo. Estas obras, que tuvieron un año de duración, preveían en un principio la apertura para el 24 de septiembre de 2007. Sin embargo, varios problemas durante su desarrollo, entre ellos un error en la construcción de las vías que se temía que hubiese sido propenso a provocar un descarrilamiento, obligó a posponer la inauguración hasta el 28 de octubre del mismo año.

### Inauguración

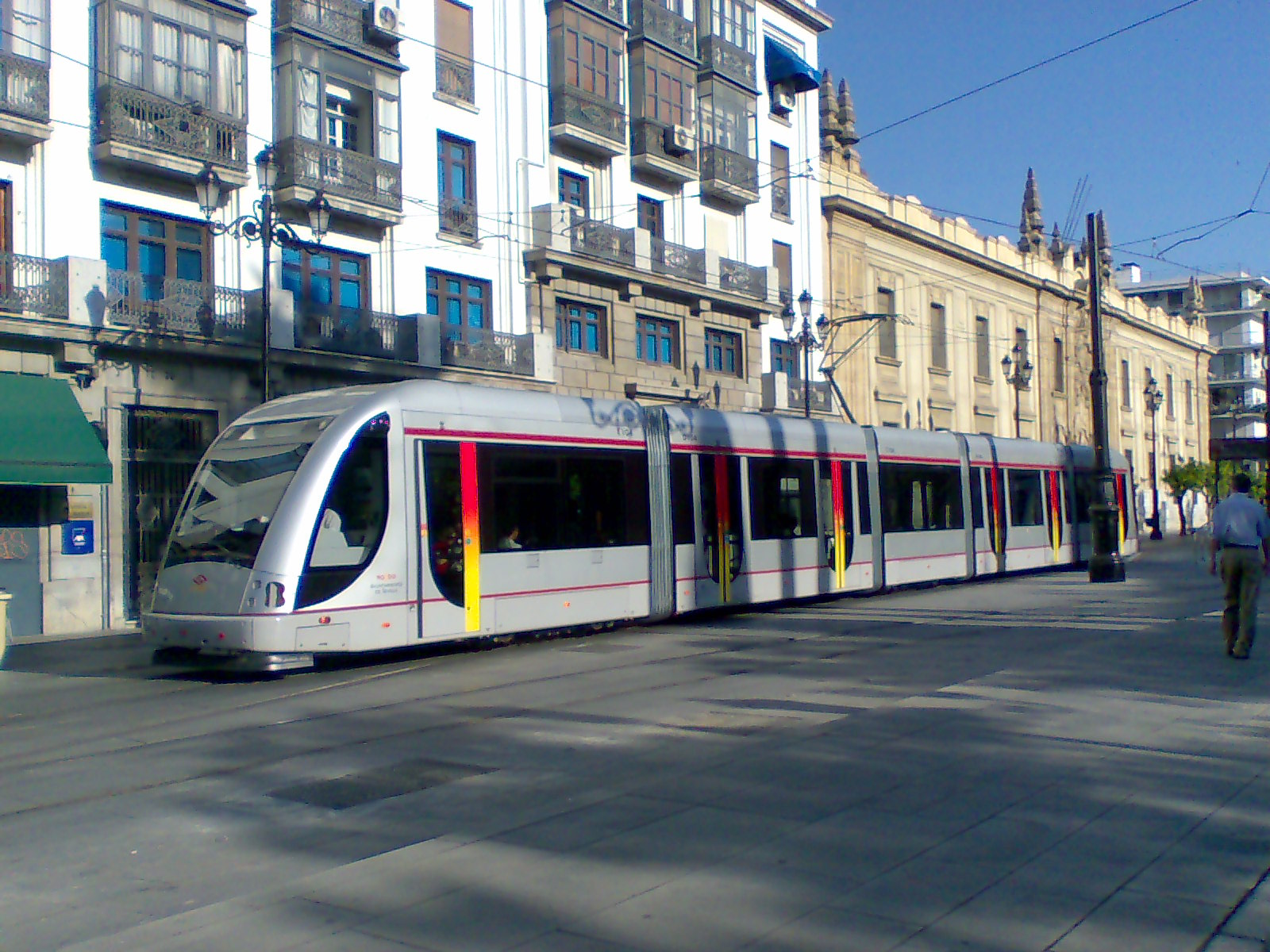
Metrocentro en 2008, cuando aún requería de catenaria para su circulación

En un primer momento, los ferrocarriles que daban servicio al Metrocentro eran cinco unidades de Urbos 2 cedidas en régimen de alquiler por Metro de Sevilla, ya que las obras del subterráneo aún no habían finalizado. Los trenes fueron trasladados y encarrilados en las vías del Metrocentro durante el verano de 2007, unos meses antes de la inauguración.
Durante los seis meses de pruebas en superficie se podía apreciar que los trenes, a pesar de que ya eran gestionados por TUSSAM, aún estaban serigrafiados con la imagen del Metro de Sevilla.
El 28 de octubre de 2007 tiene lugar la inauguración oficial del Metrocentro de Sevilla en una ceremonia conmemorativa. Para la inauguración, tal y como se había adelantado, el sistema requería de catenaria en todo el recorrido. 
La presencia del hilo de contacto tenía el inconveniente de que en cada Semana Santa se cruzaba con las zonas por las que pasarían las cofradías, lo cual hacía complicadas las procesiones. En estos casos el ayuntamiento solucionaba el problema retirando temporalmente las catenarias en el casco histórico de la ciudad y volviéndolas a montar una vez terminaba este periodo. Esto provocaba que durante varios años consecutivos, el servicio entre las paradas de Archivo de Indias y plaza Nueva quedaba suspendido durante más de un mes.

### Circulación sin contacto y primera ampliación

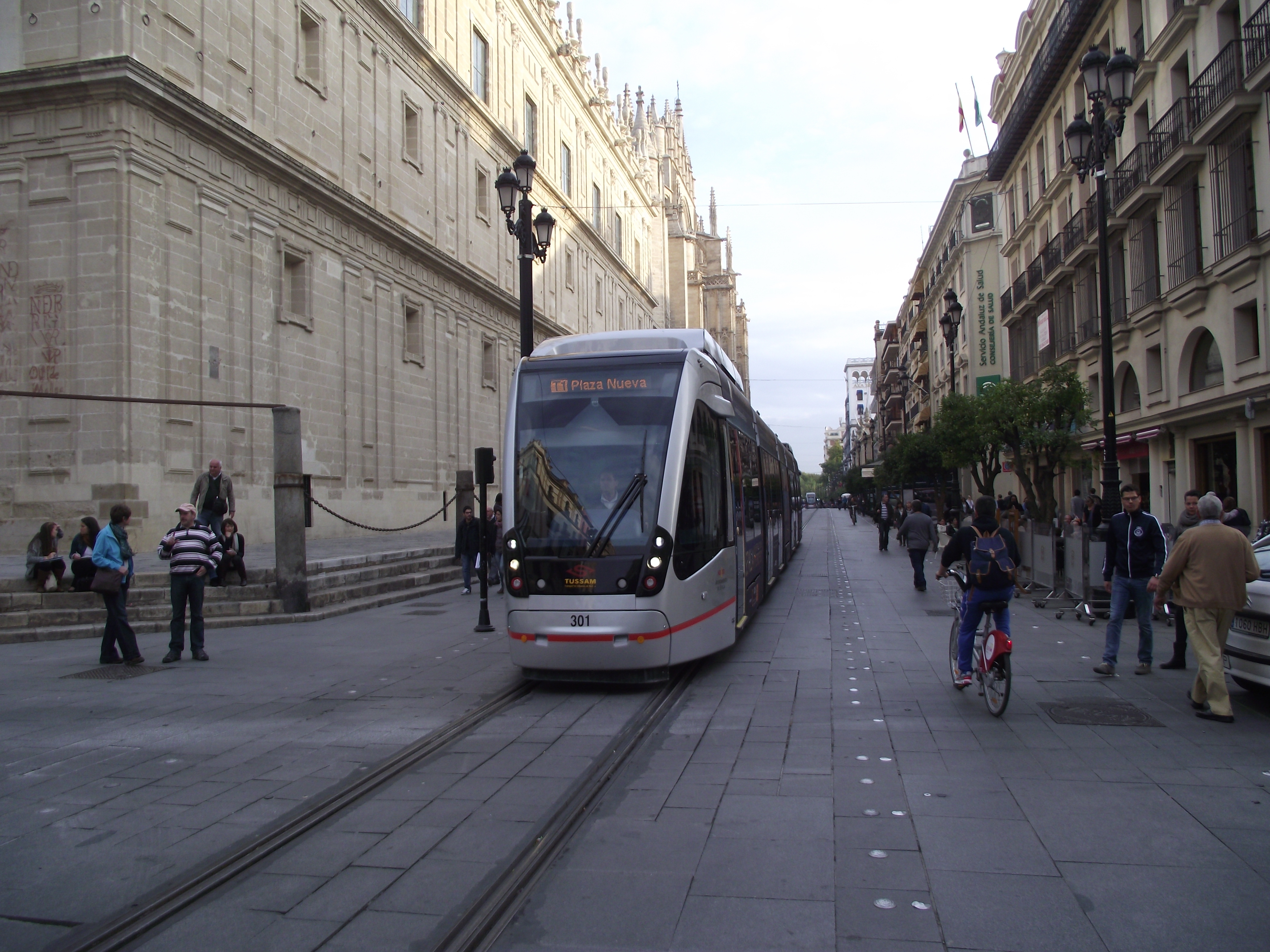
Metrocentro en 2012, circulando sin necesidad de hilo de contacto

Un año después de la inauguración, TUSSAM decidió comprar definitivamente a Metro de Sevilla las cinco unidades que tenía en régimen de alquiler por un total de 12 millones de euros.
El fabricante de las unidades definitivas del Metrocentro —CAF— acumulaba un importante retraso en el desarrollo y fabricación del sistema de circulación sin contacto, por lo que el Ayuntamiento de Sevilla, en virtud del contrato suscrito, mostró su intención de penalizar a la empresa.
CAF negoció con el Ayuntamiento una solución al problema: La compañía se comprometía a sustituir sin coste las unidades de Urbos 2 que hasta entonces estaba utilizando el tranvía por unidades de Urbos 3: un nuevo modelo, más ligero y eficiente y que incorporaba de serie el sistema de circulación sin necesidad de catenaria. El Ayuntamiento aceptó la propuesta, por lo que CAF pasó a instalar los nuevos tranvías y se quedó las unidades antiguas de Urbos 2. Casualmente, un año más tarde la compañía revendería estas unidades al que fuese su dueño original, el Metro de Sevilla, por 9,5 millones de euros.
Las nuevas unidades, de diseño similar a los anteriores, incorporaban algunas mejoras: el nuevo sistema de carga suponía un ahorro energético del 76% con respecto al modelo anterior. Si bien, el que los trenes fuesen ligeramente más estrechos que su predecesor obligó a llevar a cabo obras de reacondicionamiento en todas las paradas, agrandando los andenes 12,5 centímetros.
El 4 de mayo de 2010 se estrenaron los nuevos tranvías, que funcionaban sin necesidad de catenaria.
El 1 de abril de 2011 el entonces príncipe Carlos de Gales y su esposa Camila tomaron este medio de transporte para ir desde el hotel Alfonso XIII hasta el ayuntamiento. Durante el recorrido, Carlos habló de la sostenibilidad medioambiental de este transporte con el alcalde, Alfredo Sánchez Monteseirín. El 15 de abril de ese mismo año se inauguró la ampliación del tranvía hasta el barrio de San Bernardo, encontrándose esta última parada junto a la estación de metro y la estación de trenes de cercanías del mismo nombre.
A finales de 2014 se retiraron todas las catenarias del recorrido entre plaza Nueva y el Prado de San Sebastián.

### Segunda ampliación
A finales de la década de los 2010, se planteó una nueva ampliación del tranvía, que conectaría Plaza Nueva con la estación de ferrocarril Sevilla-Santa Justa, la estación de ferrocarril más importante de la capital. Ello permitiría la intermodalidad con el AVE y trenes de Media y Larga Distancia.
Los trabajos se adjudicaron en diciembre de 2021, y las obras dieron comienzo el 9 de marzo de 2022, obligando a desviar el tráfico de la zona. El proyecto tenía una duración estimada de 12 meses hasta la parada de Eduardo Dato, pero para diciembre de 2022 se veía imposible cumplir esa fecha al encontrarse problemas en la excavación del túnel de la avenida San Francisco Javier. El 23 de diciembre de 2023 comenzó la fase de pruebas en el nuevo recorrido del tranvía, aún con los modelos antiguos. Ese mismo mes debían haberse recibido los tranvías encargados a CAF, que acabaron provocando el retraso del estreno de las nuevas paradas, originalmente previstas para el mes de febrero de 2024. Para este momento, la ampliación del tranvía sumaba dos retrasos. 
En marzo de 2024 comenzaron a retirarse las catenarias entre Prado de San Sebastián y la calle San Fernando, al mejorarse los sistemas de acumulación rápida de energía en paradas.
Las paradas de San Francisco Javier y Eduardo Dato fueron inauguradas el 19 de junio de 2024. En ese momento, las frecuencias de paso aumentaron hasta los 20 minutos, al no contar aún con los nuevos trenes que se habían adquirido. Las paradas se estrenaron con un año y medio de retraso frente al proyecto original. Los nuevos trenes comenzaron a llegar a Sevilla el 30 de septiembre, y tras un período de pruebas, se pusieron en servicio el 14 de noviembre de 2024. Unos días después, el 18 de noviembre, se inauguró la parada de Luis de Morales.
La mañana del 28 de julio de 2025, uno de los recientemente estrenados tranvías descarriló al impactar contra una catenaria a su paso por la Avenida San Francisco Javier. El incidente, que no dejó heridos, obligó a reducir temporalmente el servicio al tramo comprendido entre Plaza Nueva y San Bernardo.

## Recorrido

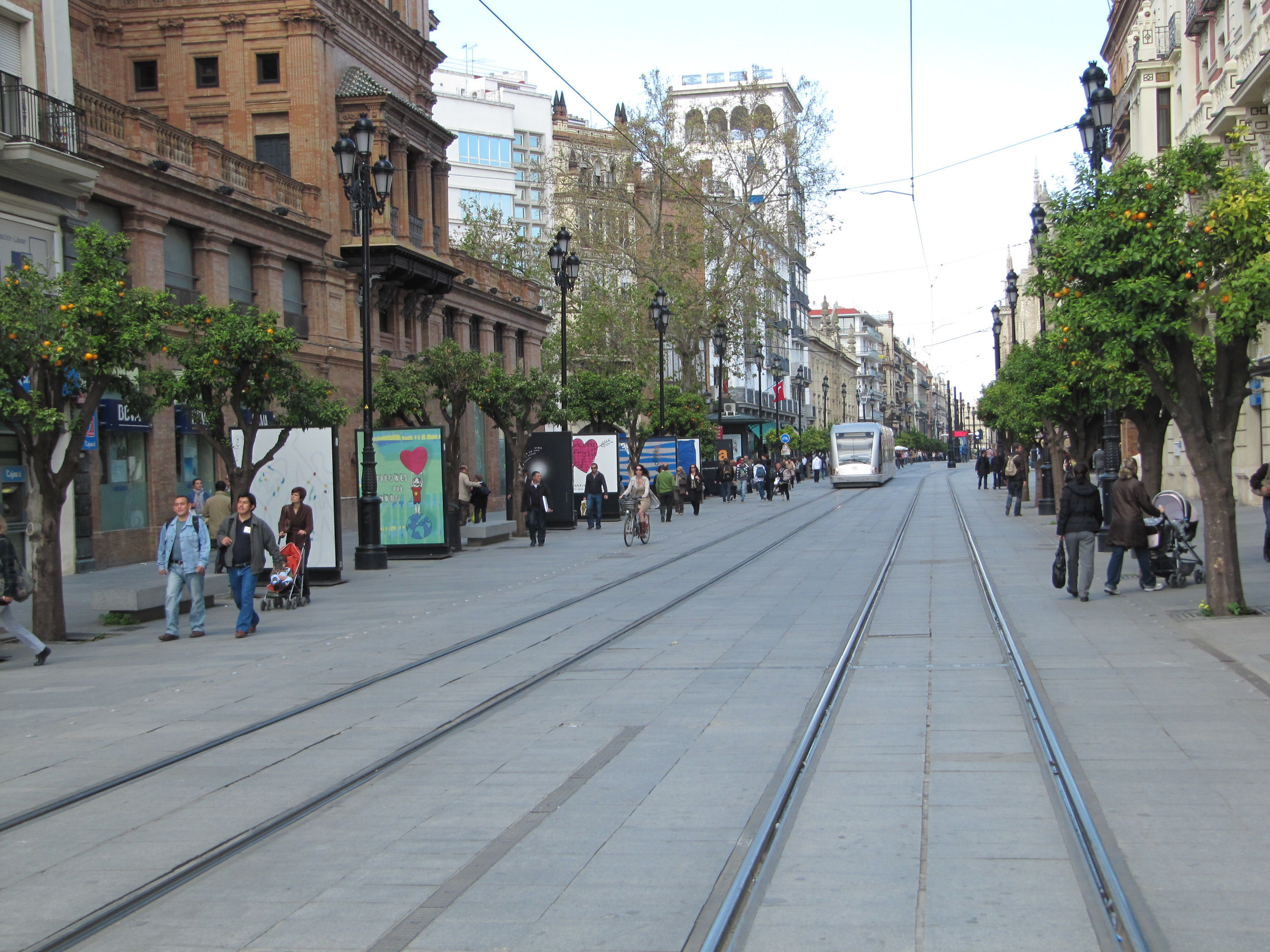
En tramos como Avenida de la Constitución, el trazado del Metrocentro convive con el espacio peatonal

El trazado del Metrocentro consta de 5 paradas repartidas en 2,2 km, los cuales se recorren a una velocidad que oscila según el tramo entre los 40 y los 20 km/h. El tiempo que lleva el recorrer la línea por completo es de aproximadamente 10 minutos. Su frecuencia varía según el momento del día: En horas puntas, en los que llegan a circular los cuatro tranvías al mismo tiempo, la frecuencia media se sitúa en siete minutos. Su horario de funcionamiento es de seis de la mañana a dos de la madrugada de lunes a domingo.
Todo el recorrido discurre en superficie, atravesando dos zonas peatonales con características urbanísticas diferentes. El área de San Bernardo, Prado de San Sebastián y Puerta Jerez forma parte de la zona más moderna, con amplias avenidas y calles. Por otro lado, la zona de Catedral y plaza Nueva constituyen el tramo a través del casco histórico de la ciudad. A su paso por la avenida de la Constitución, la vía se encuentra integrada en el acerado, compartiendo el espacio peatonal. Con el fin de evitar posibles accidentes, la velocidad media del Metrocentro en estas zonas es de 10 km/h.
La mayor parte de la línea es llana y dotada de doble vía. La excepción es el tramo que se encuentra junto a la Catedral, donde la estrechez de la calzada obliga a adoptar una solución de vía única. El recorrido cuenta con varios puntos en los que el tranvía se cruza con el tráfico rodado, los cuales están regulados por semáforos que otorgan prioridad al ferrocarril. Las cocheras se sitúan en la estación de Prado de San Sebastián.

## Infraestructura

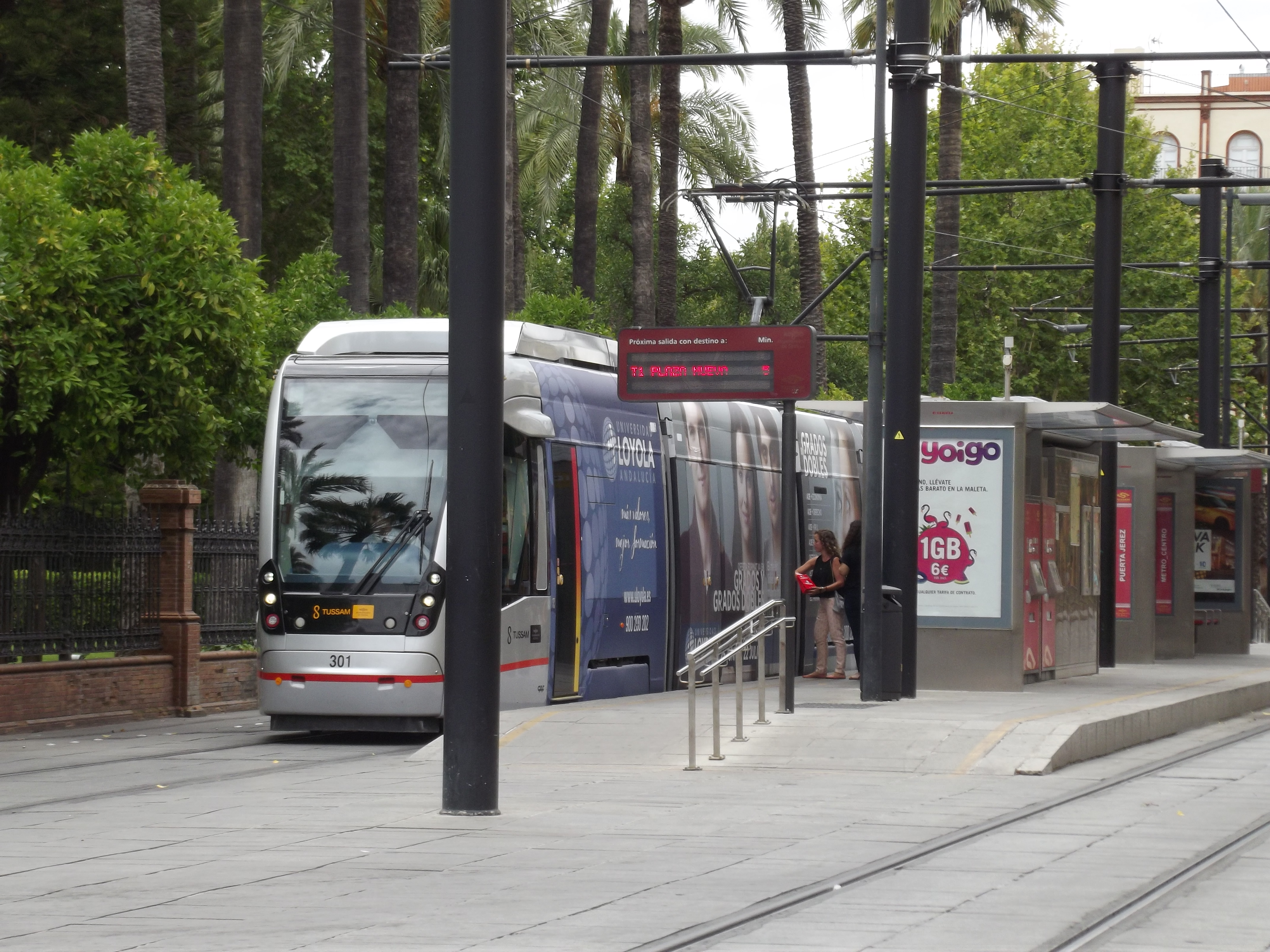
Metrocentro en Puerta Jerez. Los ultracondensadores presentes en las paradas cargan las baterías del tranvía hasta su siguiente estación

Al Metrocentro prestan servicio cuatro unidades del tranvía Urbos 3 de CAF. Cada uno tiene 32 metros de largo y dispone de capacidad para 250 viajeros. La velocidad media de operación es de 20 km/h, aunque su velocidad máxima teórica es de hasta 40 km/h.
Las 5 paradas del Metrocentro están construidas en forma de andenes cubiertos por marquesinas de 45 metros de largo. Cada parada se caracteriza por disponer de un bretel que permite convertirla, en caso de necesidad, en una parada terminal. Esto se pone en práctica en ocasiones en las que se corta el acceso al centro debido a algún evento, permitiendo que el Metrocentro pueda continuar dando servicio de forma parcial.
Una de las características principales del sistema del Metrocentro es que, desde la primavera de 2011, circula sin ningún tipo de catenaria ni hilo de contacto. Esto es posible gracias a un sistema tecnológico conocido como ACR (Acumulación de Carga Rápida). Las paradas cuentan con ultracondensadores que cargan el tranvía. Los 20 segundos que el ferrocarril pasa en la parada bastan para que el tranvía pueda circular hasta la siguiente parada sin necesidad de catenaria.

## Número de pasajeros
Metrocentro alcanzó su máximo de viajeros en el año 2011 con más de 4,7 millones de usuarios. La tendencia fue descendente desde entonces, con excepción del año 2016. En 2019 tuvo un total de 3,68 millones. Tras la inauguración de la ampliación a Nervión en 2024, se experimentó una fuerte crecida del número de usuarios.
| Gráfica de evolución de los pasajeros del tranvía de Sevilla entre 2011 y 2024 |
|                                                                                |
| Número de pasajeros del tranvía de Sevilla (en millones)                       |

## Controversias
El tranvía, tanto durante su planificación como durante su puesta en funcionamiento ha sido objeto de controversias por parte de la ciudadanía. Durante un primer momento fue cuestionado debido a la potencial inseguridad vial que suponía que parte de su trazado discurriese en convivencia con los peatones.
También ha sido cuestionada su utilidad por parte de la ciudadanía, ya que algunos ciudadanos no consideran útil la inversión y el mantenimiento que requiere para un trayecto tan corto como el que realiza.
La ampliación del tranvía hasta Santa Justa fue criticada por tener un recorrido casi paralelo al Metro de Sevilla, mientras que otras zonas de la ciudad seguían estando incomunicadas por vía ferroviaria. También se criticaron los múltiples retrasos que esta ampliación sufrió.